# Kanton Rochefort-Montagne
Kanton Rochefort-Montagne (fr. Canton de Rochefort-Montagne) je francouzský kanton v departementu Puy-de-Dôme v regionu Auvergne. Tvoří ho 17 obcí.

## Obce kantonu
- Aurières
- La Bourboule
- Ceyssat
- Gelles
- Heume-l'Église
- Laqueuille
- Mazaye
- Mont-Dore
- Murat-le-Quaire
- Nébouzat
- Olby
- Orcival
- Perpezat
- Rochefort-Montagne
- Saint-Bonnet-près-Orcival
- Saint-Pierre-Roche
- Vernines